# ハルデックス・トラクション
ハルデックス・トラクション（Haldex Traction）は、スウェーデンで設立された知的（電子制御）全輪駆動（AWD）システムの製造会社である。1998年に第1世代の製品を開発して以来、いくつかの主要な自動車ブランドとライセンス契約を結び、カスタマイズされた製品を製造してきたが、これらのブランドはハルデックス・トラクションAWDを異なる名称で販売している。2010年12月17日、米国のボルグワーナー社は、ハルデックス社のTraction System部門を買収する契約を締結したことを発表した。ボルグワーナーは、2011年2月1日にTraction System部門の買収を完了した。Haldex Traction Systemsは、BorgWarner TorqTransfer Systemsに組み込まれた
主な供給先はフォルクスワーゲングループ（アウディ、ブガッティ・ヴェイロン）、フォードグループ（欧州フォード、ボルボ）など。